# Alyssum turkestanicum
Alyssum turkestanicum är en korsblommig växtart som beskrevs av Eduard August von Regel och Johannes Theodor Schmalhausen. Alyssum turkestanicum ingår i släktet stenörter, och familjen korsblommiga växter. Inga underarter finns listade i Catalogue of Life.